# 2002 TX300

Banen van 2002 TX_{300} (blauw), Haumea (groen), en Neptunus (grijs).

Banen van 2002 TX_{300} (blauw), Haumea (groen), en Neptunus (grijs).

(55636) 2002 TX300 (38,2-48,8 AE) is de voorlopige naam van een kandidaat dwergplaneet in het zonnestelsel.

## Baan
2002 TX300 is geclassificeerd als een klassiek Kuipergordelobject en volgt een baan die erg lijkt op die van Haumea : een vrij grote inclinatie (26°) en licht excentrisch (e ~0.12), ver van verstoringen door het zwaartekrachtsveld van Neptunus (perihelium op ~37 AU). Andere middelgrote cubewanos volgen vergelijkbare banen, zoals 2002 UX25 en Aya.
Het diagram toont een blik op de pool en een blik op de evenaar van de baan van de twee cubewanos. De perihelia (q) en de aphelia (Q) zijn gemarkeerd met de datum van passage. De posities (van april 2006) zijn gemarkeerd met de bollen die de relatieve grootte en verschillen in Albedo aangeven. Beide objecten lijken neutraal in het zichtbare spectrum.